# Le nozze in villa

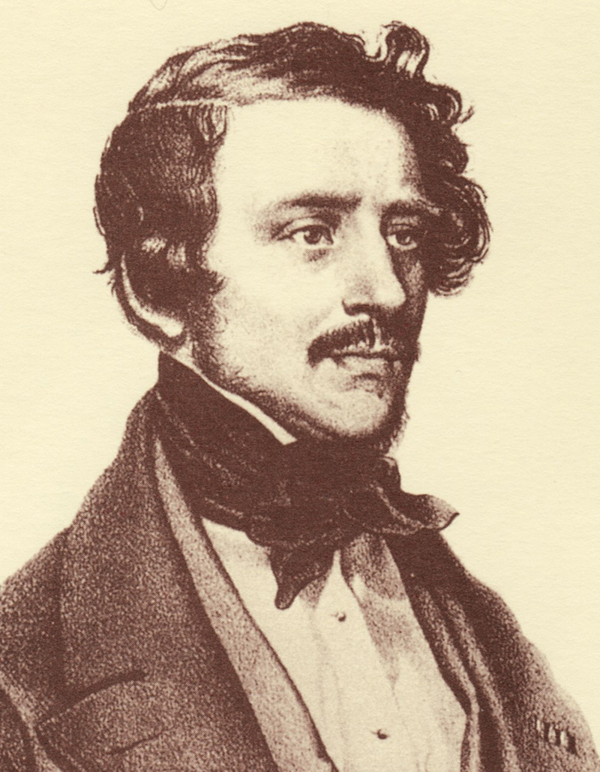
Gaetano Donizetti.

Le nozze in villa är en opera buffa i två akter med musik av Gaetano Donizetti. Operan fullbordades 1819 och hade premiär på Teatro Vecchio i Mantua någon gång under karnevalssäsongen 1820-1821: det exakta datumet är osäkert. Librettot av Bartolomeo Merelli bygger på pjäsen Die deutschen Kleinstädter av August von Kotzebue. Operan gjorde fiasko vid premiären och har aldrig uppförts sedan dess, förutom en föreställning i Genua våren 1822 med titeln I provinciali, ossia Le nozze in villa. Donizettis originalmanuskript är förkommet men ett ofullständig kopia (förutom en kvintett i akt II) återfinns i biblioteket i Conservatoire de Paris.
Librettisten Bartolomeo Merelli skyllde operans misslyckande, trots "många framgångsrika nummer", på "nyckerna och illviljan från flera av sångarna, särskilt prima donnan". Fanny Eckerlin sjöng titelrollen vid premiären.

## Personer
- Sabina, en ung kvinna (mezzosopran)
- Trifoglio, skolläraren (bas)
- Claudio, en ung, rik man (tenor)
- Don Petronio, Sabinas fader (bas)
- Anastasia (kontraalt)

## Handling
Operan utspelas i en liten tysk stad på 1700-talet.
Sabina är förälskad i Claudio, men uppvaktas av Trifoglio som har blivit lovad av Sabinas fader att få gifta sig med henne. Hon bär med sig ett porträtt av Claudio men säger att det är kungen. När Claudio väl kommer till byn behandlas han som en kung. När Trifoglio upptäcker att Sabina saknar hemgift drar han tillbaka sitt äktenskapserbjudande. Claudio avslöjar att han är en rik landägare och behöver inte Sabinas pengar. De gifter sig.